# 아첼리오 비치니
아첼리오 비치니, OMRI 대장군장(이탈리아어: Azeglio Vicini adˈdzeʎʎo viˈtʃiːni[*]; 1933년 3월 20일, 에밀리아-로마냐 주 체세나 ~ 2018년 1월 30일, 롬바르디아 주 브레시아)는 이탈리아의 전 축구 선수이자 감독으로, 이탈리아 축구 연맹(FIGC)의 기술위원장을 역임하기도 했다.
1980년대 이탈리아 축구계의 거장이었던 그는 이탈리아 U-21 국가대표팀을 이끌고, 1984년 유럽 선수권 대회 4강에 올랐고, 1986년 대회에서는 준우승의 성과를 거두었다. 그는 이어 이탈리아의 성인 국가대표팀 감독으로 취임해 유로 1988에서도 4강에 올랐고, 안방에서 열린 1990년 월드컵에서도 3위의 성적을 거두었다.

## 선수 경력
현역 시절 수비형 미드필더였던 비치니는 고향 체세나에서 축구를 시작했다. 이후, 그는 비첸차에서 성인 무대 신고식을 치러 이듬해인 1954-55 시즌에는 세리에 A 승격에 일조했으며, 이듬해에는 1955년 9월 25일, 0-2로 패한 인테르나치오날레와의 안방 경기에서 세리에 A 첫 경기를 소화했다. 그는 훗날 삼프도리아에 합류해 1부 리그 무대에서 7시즌을 활약했고, 그 후에 세리에 B의 브레시아로 이적했다. 그는 1963년 9월 15일, 0-4로 패한 바레세와의 원정 경기에서 브레시아 첫 경기를 치렀고, 1년차에 세리에 A 승격을 간발의 차이로 놓쳤다. 이듬해 브레시아는 세리에 B 우승으로 17년 만의 세리에 A 승격을 이룩했다. 강등의 곤욕을 겪은 구단은 바로 반등하여 이듬해 세리에 A로 복귀했다. 비치니는 1967-68 시즌을 끝으로 현역 생활 마침표를 찍었는데, 그는 시즌 도중에 구단의 감독으로 부임해 본인의 인상적인 활약으로 구단에 힘을 보탰지만, 강등을 막기에는 역부족이었다.

## 감독 경력
최종 소속 구단이었던 브레시아에서 1967-68 시즌에 감독 활동을 시작했던 비치니는 30대에 이탈리아 U-23 국가대표팀 감독으로 지명되었고, 1975년에서 1976년 사이에 U-23 유럽 축구 선수권 대회에 참가했지만, 이탈리아는 조별 리그를 넘지 못하고 탈락했다. 그는 이후 U-21 국가대표팀 감독으로 보직을 옮겨 1977년부터 1986년까지 9년 동안 해당 직위로 활동했다. U-21 국가대표팀을 이끌고는 1978년, 1980년, 그리고 1982년에 U-21 유럽 축구 선수권 대회 8강에 올랐고 1984년에는 4강에 올랐다. 그는 1986년에 U-21 유럽 축구 선수권 대회 준우승의 성과를 내고 이탈리아 최우수 감독으로서 황금 파종자상(Seminatore d'Oro)을 받았다.
이후 그는 이탈리아 성인 국가대표팀 감독으로 취임해 1986년부터 1991년까지 이 직위를 맡았다. 비치니는 이탈리아를 이끌고 유로 1988 4강에 올랐지만, 소련에게 패하며 결승 진출이 무산되었다. 2년 후, 그는 안방에서 열린 1990년 월드컵에서도 이탈리아를 준결승전까지 올려놓았는데, 잉글랜드와의 3위 결정전을 2-1로 이긴 이탈리아는 대회를 3위로 마감했다. 이탈리아는 이 대회에서 치른 7경기 중 6경기를 이겼는데, 10골을 넣고 단 2골만을 허용했으며, 승리하지 못한 경기는 전 대회 우승을 거둔 아르헨티나와의 준결승전 경기로 연장전 끝에 1-1로 비긴 뒤 승부차기로 석패했다. 그러나, 이탈리아가 유로 1992 예선에서 탈락하면서, 그는 국가대표팀 지휘봉을 내려놓아야 했고, 후임은 밀란을 이끌던 아리고 사키로 내정되었다. 1991년 그는 감독 공로로 황금 벤치상(Panchina d'Oro)을 받았다. 그는 이후 1992-93 시즌에 고향의 체세나를, 1993-94 시즌에 우디네세를 지도하고 감독으로서 은퇴를 선언했다. 이후, 그는 이탈리아 축구 연맹(FIGC)의 기술위원장을 맡았다. 그는 2010년에 로베르토 바조가 후임으로 이 직위를 맡기 전까지 있었다. 비치니는 2008년에 고향 체세나에서 말라테스타 노벨로상을 맡았다.

## 감독 방식
이탈리아 국가대표팀 감독을 역임할 당시 비치니는 적극적으로 신예 선수들을 기용하여 보다 매력적이고, 공격적이며, 점유율 위주의 경기 전개 방식을 도입했고, 이는 이탈리아가 유로 1988과 1990년 월드컵에서 주요 대회 2대회 연속으로 4강에 오르며 큰 성과를 냈다. 그에 따라, 그는 이탈리아 역사상 가장 인기 있는 감독으로 손꼽혔다. 비치니 감독의 임기에, 이탈리아 국가대표팀은 공격적인 경기 전개 방식과 지역 방어와 대인 방어를 혼합한 빗장(catenaccio) 전법을 비롯한 이탈리아 특유의 유동 공간{zona mista, 혹은 이탈리아 경기 방식(Gioco all'Italiana)} 활용법을 단단한 수비의 기반으로 삼았다. 비치니 감독의 임기에 더욱 공격적이고 현대적인 접근법으로 경기를 풀어나가면서도, 이탈리아 국가대표팀은 실용적이었는데, 실점이 적으면서도, 경기를 더 앞으로 치고나갔다.

## 사생활과 최후
비치니 부부는 슬하에 3명의 자식을 두고 있다. 아첼리오 비치니는 2018년 1월 30일, 향년 84세로 영면에 들었다.

## 수상

### 선수
비첸차
- 세리에 B: 1954–55

브레시아
- 세리에 B: 1964–65

### 감독
이탈리아
- U-21 유럽 축구 선수권 대회 준우승: 1986
- 월드컵 3위: 1990

### 개인
- 황금 파종자상: 1986[6]
- 황금 벤치 공로상: 1991[17]
- 체세나 시 말라테스타 노벨로 상: 2008[19]

### 서훈
-  이탈리아 공화국 공로장: 2등급 / 대장군장: 1991